# Antonio Pimentel
Pedro Antonio Pimentel Chamorro (* 1830; † 1874 in Quartier Morin, Haiti) war ein dominikanischer Politiker und Präsident der Dominikanischen Republik.

## Biografie

### Unabhängigkeitskrieg 1863 bis 1865
Pimentel, der ursprünglich Viehhändler im Nordosten der Dominikanischen Republik war, war einer der bedeutendsten Obersten des Restaurationskrieges von 1863 bis 1865. Pimentel spielte dabei eine herausragende Rolle im Nordwesten des Landes innerhalb der Unabhängigkeitsbewegung (Restauradores) um Santiago Rodriguez, José Cabrera und Benito Moncíon. Zusammen mit deren Truppen vereinigte er sich am 16. August 1863 in Capotillo, um am Morgen des nächsten Tages die spanische Garnison La Patilla anzugreifen. Neben Moncíon wurde er anschließend von spanischen Truppen um Brigadegeneral Buceta verfolgt. Später nahm er aktiv an der Schlacht und der Belagerung von Santiago de los Caballeros teil und gehörte mit zu den Unterzeichnern der Unabhängigkeitserklärung vom 14. September 1863.
Später war er Oberbefehlshaber der Truppen der Unabhängigkeitsarmee im Osten und danach Stellvertretender Stabschef für Operationen im Hauptquartier im Nordwesten. Unmittelbar nachdem er am 10. Februar 1864 zum Gouverneur der Provinz Santiago ernannt wurde, begann er neben Gaspar Polanco mit der Bekämpfung der spanischen Besatzungsmacht in Puerto Plata und deren Zurückdrängung bis zum Meer. Im Januar 1865 wurde er schließlich Kriegsminister und zugleich zum Abgeordneten der Nationalversammlung des von den Restauradores kontrollierten Gebietes gewählt, wo er den Wahlbezirk Santiago vertrat.
Die Dominikanische Republik befand sich noch bis zum 11. Juli 1865 unter formellen Herrschaft eines spanischen Generalgouverneurs und Generalkapitäns. Zwischen September 1863 und dem 11. Juli 1865 gab es jedoch fortwährend auch mehrere Gegenregierungen. Einer solchen Gegenregierung gehörte er bereits vom 23. bis 24. Januar 1865 als einer von drei Obersten Generalen an.

### Präsident 1865 und Gegner von General Báez
Nach der erneuten Trennung von Spanien am 3. März 1865 wurde er am 25. März 1865 durch die Nationalversammlung der Restauradores zunächst provisorischer Präsident. Durch diese Wahl erreichte er die bedeutendste politische und militärische Position der Republik, die zuvor nur José Antonio Salcedo und Gaspar Polanco innehatten.
Nach der vollen Restauration und der Vertreibung der spanischen Armee wurde er am 11. Juli 1865 Präsident der Zweiten Dominikanischen Republik.
Eine seine ersten Amtshandlungen war die Einsetzung eines Militärrates, dem die Verurteilung des ehemaligen provisorischen Präsidenten Gaspar Polanco und dessen Kabinetts oblag. In seine kurze Amtszeit fiel auch die Beendigung des Restaurationskrieges sowie der Abzug der spanischen Truppen.
Das Amt des Präsidenten behielt er bis zu seiner Ablösung durch José Maria Cabral am 4. August 1865, der später eine Gegenregierung zum regulären Präsidenten Buenaventura Báez bildete. Nach der Rebellion vom 1. Mai 1866 gegen Präsident Báez gehörte er vom 29. Mai bis zum 22. August 1866 zusammen mit Gregorio Luperón und Federico de Jesús García einem Triumvirat an, das eine Gegenregierung zu Báez bildete und später die provisorische Regierung an Cabral wieder übergab.
In der Folgezeit kam es während der sechsjährigen Präsidentschaft (1868 bis 1874) immer wieder zu Aufständen und Rebellionen gegen Báez, denen auch er sich anschloss, insbesondere als Báez eine Annexion der Dominikanischen Republik durch die USA anstrebte, der jedoch letztlich an der Nichtratifizierung durch den US-Senat scheiterte. Anschließend ging er ins Exil nach Haiti, wo er bald darauf verstarb.